# テックボット
テックボット（Technobots）は、『戦え!超ロボット生命体トランスフォーマー2010』に登場する架空の部隊。サイバトロンに所属する。

## 生い立ち
ハイテクメカへと変形する部隊。初登場は『戦え!超ロボット生命体トランスフォーマー2010』の第23話「ブラックマネー」。
第25話「グリムロックの新しい頭脳」にて彼らの出生が語られる。ユニクロンの頭部にてロディマスコンボイたちサイバトロンがデストロンの新戦力・テラートロンに苦戦するなか、一時的に天才になったグリムロックが、ユニクロンの頭部のジャンク品からその知識を生かして作り上げる。
その後、テラートロンの野蛮な力に対抗するため、グリムロックから知性と豊富な情報を与えられコンピューター200台分の計算力とほぼ無限の演算容量を持った合体戦士コンピューティコン / Computronに合体できるようになる。

## メンバー
攻撃指揮官スキャッターショット / Scattershot
声 - 稲葉実 / HM - 江原正士 / ザ・リバース - 落合弘治 / 英 - スティーブ・ブリン
テックボット部隊のリーダー。グリムロックにリーダーに任命された際にはリーダーになることを躊躇するが、後のエピソードでは部隊を立派にまとめ上げる。普段は穏やかだが、ロディマスが自分たちを前線部隊に配置しないことに不満を抱く。スペースジェットと砲台に変形。電子キャノンパルス砲、各破裂弾用大砲、自動酸粒子砲が武器。コンピューティコンに合体する際には、胴体に変形する。
スクランブル合体戦士で第3の形態が映像媒体で描写されている唯一のキャラクターである。
砲撃員ノーズコーン / Nosecone
声 - 島香裕 / HM - 戸谷公次 / 英 - デイヴィッド・ワークマン
最初に誕生したテックボット（誕生した際、グリムロックに「あなたは私のお父さん?」と尋ねる）。几帳面でのんびりとした性格。ドリルタンクに変形し、頑丈なボディを誇る。2基のロケット推進ミサイルとX線レーザーピストルが武器。コンピューティコンに合体する際には、左脚に変形する。
玩具や雑誌での表記は「ノーズコン」。
スキャッターショット以外の4人はコンピューティコンの手足として自由に合体できる（スクランブル合体システム）。
狙撃員ストレイフ / Strafe
声 - 戸谷公次 / ザ・リバース - 坂口賢一 / 英 - スティーブ・ブリン
勇敢な性格で射撃が得意だが、救難信号を出した宇宙船を撃ち落とすなどやや無鉄砲な一面がある。高速ジェットに変形。2連式自動光パルス宇宙銃と熱線ライフルが武器。コンピューティコンに合体する際には、左腕に変形する。
探索員ライトスピード / Lightspeed
声 - 喜多川拓郎（23話）、山口健（25話）/ HM - 江原正士 / ザ・リバース - 堀川仁 / 英 - ダニー・マン
敵の弱点を分析する能力に優れる。光より早く走れるのが自慢で、宇宙旅行に憧れる。スーパーカーに変形。2連式赤外線スコープ付きミサイルと光バースト砲が武器。コンピューティコンに合体する際には、右脚に変形する。
射撃員アフターバーナー / Afterburner
声 - 石井敏郎 / 英 - ジム・カミングス
勇敢だが短気で、戦いになると状況を把握せずに突っ込んでいく。スーパーバイクに変形。レーザー誘導焼夷弾ミサイル、速射型プラズマパルスキャノン砲、半自動音響宇宙ピストルが武器。コンピューティコンに合体する際には、右腕に変形する。
玩具や雑誌での表記は「アフタバーナ」。
合体戦士コンピューティコン / Computron
声 - 塩屋翼 / HM - 江原正士 / 英 - バート・クレイマー
5体のテックボット部隊が合体した合体戦士。スーパーコンピューター200台分の計算力を持ち、演算容量はほぼ無限大。そのため、多くの合体戦士の特有の弱点である知性の低下が見られない。武器は自動酸粒子砲と胸部のレーザー砲。常にデータを分析し、戦闘状況や確率数値を口に出しながら戦う。初めて合体した際、自らの存在目的は「デストロン軍団の壊滅」であると発言する。
なお海外名においてはコンピュートロンだが、日本版においては「○○トロン」はデストロン側のサブグループ名として使われているため、日本版では逆に海外版のサブグループ名として使われる「○○ティコン」となった。

## その後のテックボット
日本オリジナルの『ザ☆ヘッドマスターズ』では戦闘部隊として登場。フォートレスをリーダーとした宇宙探査にも同行する。
海外作品の『ザ・リバース』では第1話「ヘッドマスター誕生」に登場。地球のサイバトロン基地を襲撃したデストロンと戦う。また、本作品の日本語吹き替え版では海外名称であるテクノボットと呼ばれているが、DVDに収録されている日本語の字幕ではテックロボットと表示されている。

## コミック版
『テレビマガジン』で連載されたコミックでは第3作目『トランスフォーマー大戦争』の第2話のみ登場。アニメと異なり、宇宙一の頭脳を誇るエラン星の科学者ダルトン博士により作られたとされている。
第2話冒頭でオボミナスを圧倒するが、分離したテラートロンのコントロール粘着液を受けて一時的にデストロンに洗脳される。しかし強化型エクセルスーツを着用したスパイクにより助けられ、テラートロンを撃退する。

## 玩具
テックボットはそれぞれ「C-86~90」のナンバーを与えられて発売。単品販売の他にセット販売としてコンピューティコンが「C-91」で発売されたが、いずれも『2010』放送中には間に合わず、『ザ☆ヘッドマスターズ』放送開始後の1987年7月に発売された。スキャッターショットは砲台形態にしてメトロフレックスに接続可能である（主翼にジョイントがある）。
ナンバリングはそれぞれ、C-86 攻撃指揮官スキャッターショット、C-87 砲撃員ノーズコーン、C-88 狙撃員ストレイフ、C-89 探索員ライトスピード、C-90 射撃員アフターバーナー。
海外版のノーズコーン、ストレイフ、ライトスピード、アフターバーナーの玩具には塩ビ人形（国内にセブンより発売されたものの流用）が同梱されている。